# جهیمان العتیبی

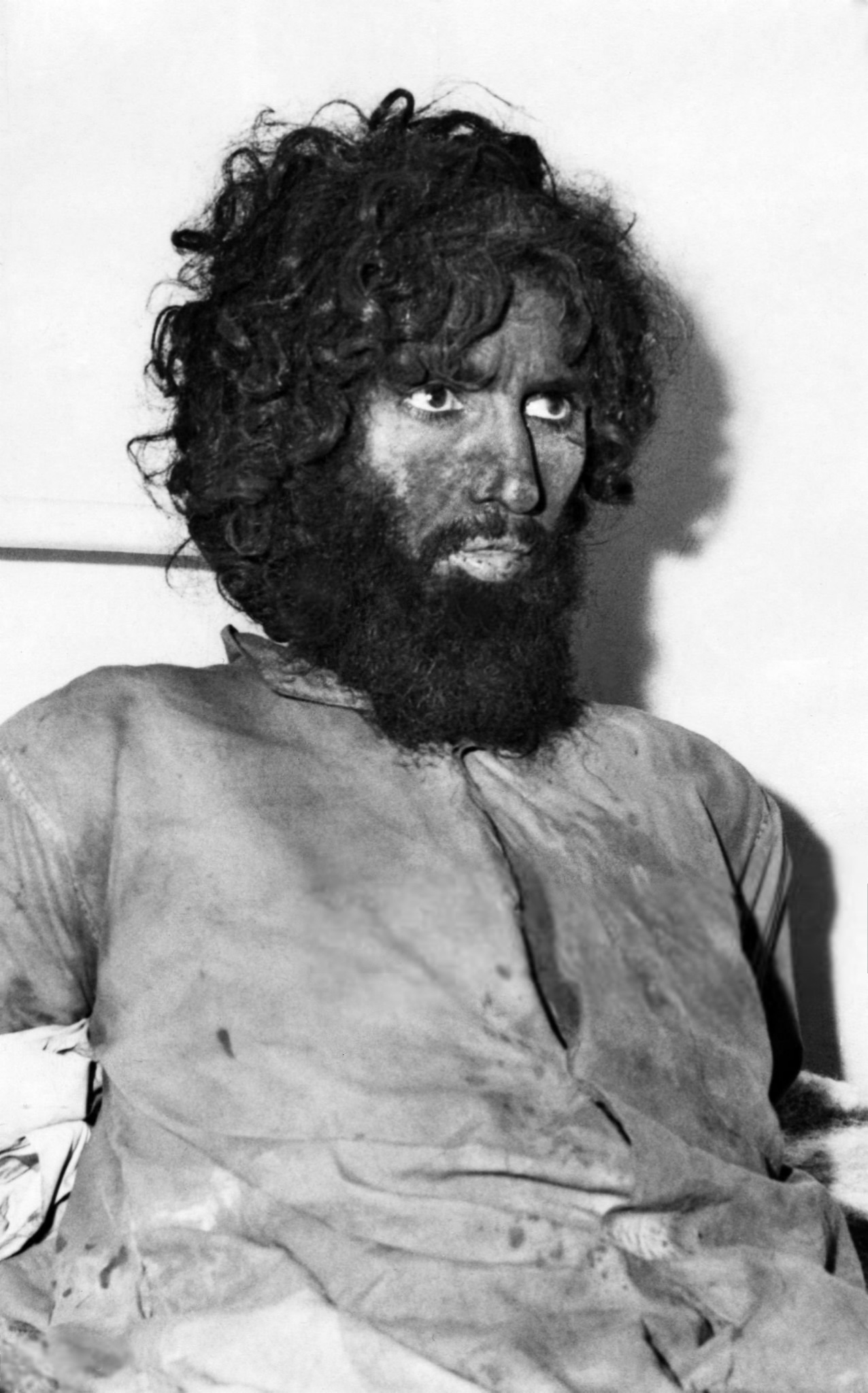
جهیمان العتیبی

جُهِیمان بن محمد بن سیف العتیبی، اسلام‌گرای تندروی عربستانی بود که در ۲۰ نوامبر ۱۹۷۹ برابر با ۲۹ آبان ۱۳۵۸ به همراه حدود ۵۰۰ نفر از یارانش با ادعای ظهور مهدی به مسجدالحرام در مکه حمله و آن را به مدت ۱۵ روز اشغال کردند.
وی پس از دستگیری اعدام شد.